# 卡瓦達爾齊
卡瓦達爾齊是北馬其頓共和國卡瓦達爾齊市鎮内的城镇及行政中心。是馬其頓葡萄酒產業的中心。卡瓦达尔齐一名一说来自希腊语的，意为“一种珍贵的波斯有袖袍”，该处在古代以纺织业著称。

## 外部連結
- 卡瓦达尔齐市镇官方网站 （页面存档备份，存于） （馬其頓文）
- Official Tikveš Winery Website （页面存档备份，存于）